# キルケ (小惑星)
キルケ (34 Circe) は大型であるがとても暗いメインベルト小惑星帯の小惑星。
ジャン・シャコルナクによって発見された。
ギリシア神話の魔女キルケーに因んで名づけられている。